# Creu de terme de Cal Sala (Cardona)
La Creu de terme de Cal Sala  és un monument que forma part de l'Inventari del Patrimoni Arquitectònic Català de la vila de Cardona (Bages).
La podem trobar deixant la Carretera de Cardona a Berga, agafant el camí de les Hortes cap a Sant Salvador, en direcció Cal Sala.

## Descripció
És una creu de terme de ferro, senzilla i sense ornamentació, col·locada damunt un pilar de base quadrangular, fet de carreus de pedra arenisca.